# Pristurus simonettai
Pristurus simonettai es una especie de gecos de la familia Sphaerodactylidae.

## Distribución geográfica
Es endémica del sur de Somalia.